# Луи, Виктор (архитектор)
Луи-Никола Луи, известный как Виктор Луи (фр. Louis-Nicolas Louis, dit Victor Louis; 10 мая 1731, Париж — 2 июля 1800, Париж) — архитектор французского академического неоклассицизма, создатель Большого театра в Бордо и садовых галерей Пале-Рояля в Париже.

## Биография
Луи-Никола родился 10 мая 1731 года в Париже. Его отец был мастером-каменщиком, строителем и коммерсантом. Луи-сын сохранял своё имя «Луи-Никола» до возвращения из поездки в Польшу, затем, дабы отличаться от отца, с 1765 года стал подписывать свои проекты: «Виктор Луи».
В 1746 году, ещё не достигнув положенного шестнадцатилетия, Луи поступил в Королевскую школу архитектуры. Его преподавателем стал Луи-Адам Лорио, член Королевской академии архитектуры. Спустя девять лет обучения, в 1755 году, Луи завоевал золотую медаль и первую Римскую премию, которая дала ему право на поездку в Рим. С 1756 по 1759 годы Луи проживал во дворце Манчини, где в то время размещалась Французская академия в Риме. Там он был соучеником Жана-Оноре Фрагонара и Юбера Робера. Живописец Натуар, возглавлявший Французскую академию в Риме, не оценил Виктора Луи, который отличался «характером непослушным и увлекающимся», вёл неупорядоченный образ жизни и делал много долгов. Но Луи упорно трудился, увлечённый архитектурой Древнего Рима. Он также восхищался и новой римской архитектурой стиля барокко, прежде всего произведениями Джованни Лоренцо Бернини.
Вначале Виктор Луи выполнял, в основном, церковные заказы, на затем строил и частные резиденции. Маршал Ришельё, внучатый племянник кардинала, для которого Виктор Луи перестроил особняк в Париже, пригласил его в Бордо для строительства городского театра. В Бордо он стал франкмасоном и видным членом масонской ложи la Française Élue à l’Orient d’Aquitaine.
Впоследствии получил большое количество заказов на строительство замков в Бордо. Филипп Орлеанский, Великий Мастер франкмасонов, приехавший в Бордо на закладку первого камня Большого театра, заказал Луи первое переустройство садовой галереи Пале-Рояля.
Между 1764 и 1772 и даже 1779 годами Виктор Луи находился в контакте с польским королём Станиславом Августом Понятовским, и некоторые из его работ были созданы в Варшаве.
20 июля 1770 года архитектор женился на пианистке и композиторе Мари-Эмманюэль Байон. В 1774 году у них родилась дочь — Мари-Элен-Виктуар, вышедшая замуж за Шарля Этиса де Корни, мэра последней коммуны. Она умерла 21 января 1848 года.

## Большой театр в Бордо
Строительство театра было задумано после того, как предыдущее здание было уничтожено пожаром 1755 года. Инициатором выступил маршал де Ришельё, возглавлявший провинцию. Строительство продолжалось шесть лет. Новый театр, открывшийся 7 апреля 1780 года, стал шедевром французской театральной архитектуры.
Театр расположен на городской площади, его фасады сразу на три главные улицы города. В плане здание прямоугольное со сторонами 46,3 × 85 метров. С трёх сторон оформлено портиками. Использованы колонны коринфского ордера. Над колоннами расположены статуи девяти муз и трёх богинь. Большое внимание при отделке здания архитектор уделил подбору облицовочного камня.
В зрительный зал ведёт парадная лестница, украшенная статуями Мельпомены и Талии. Атриум театра перекрыт куполом. Архитектор применил новое перекрытие зала, опирающееся на четыре колонны. Купол зала расписан Робеном. В плане зал имеет подковообразную форму. Первоначально он был рассчитан на 1700 мест.

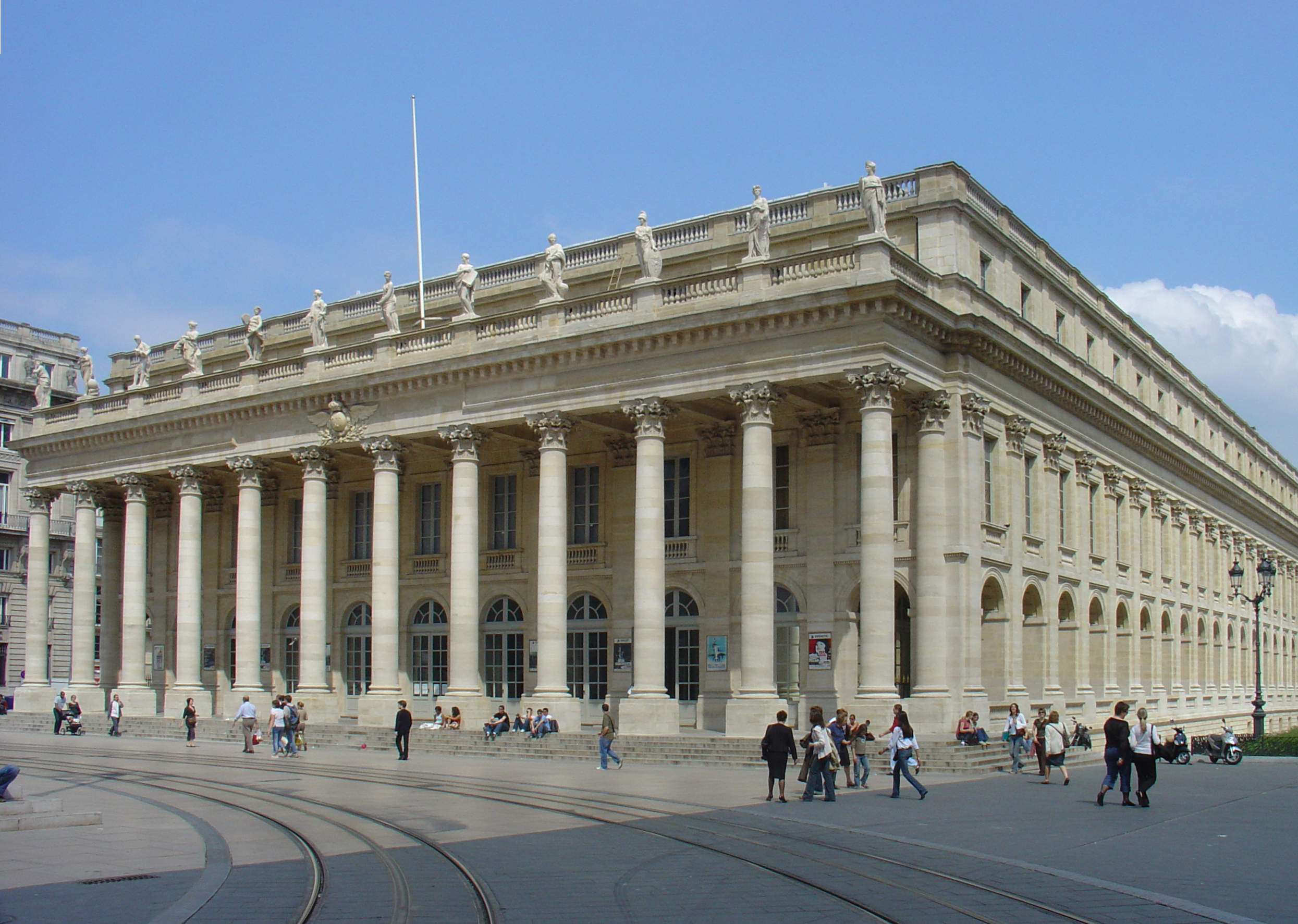
Большой театр в Бордо. 1773—1780
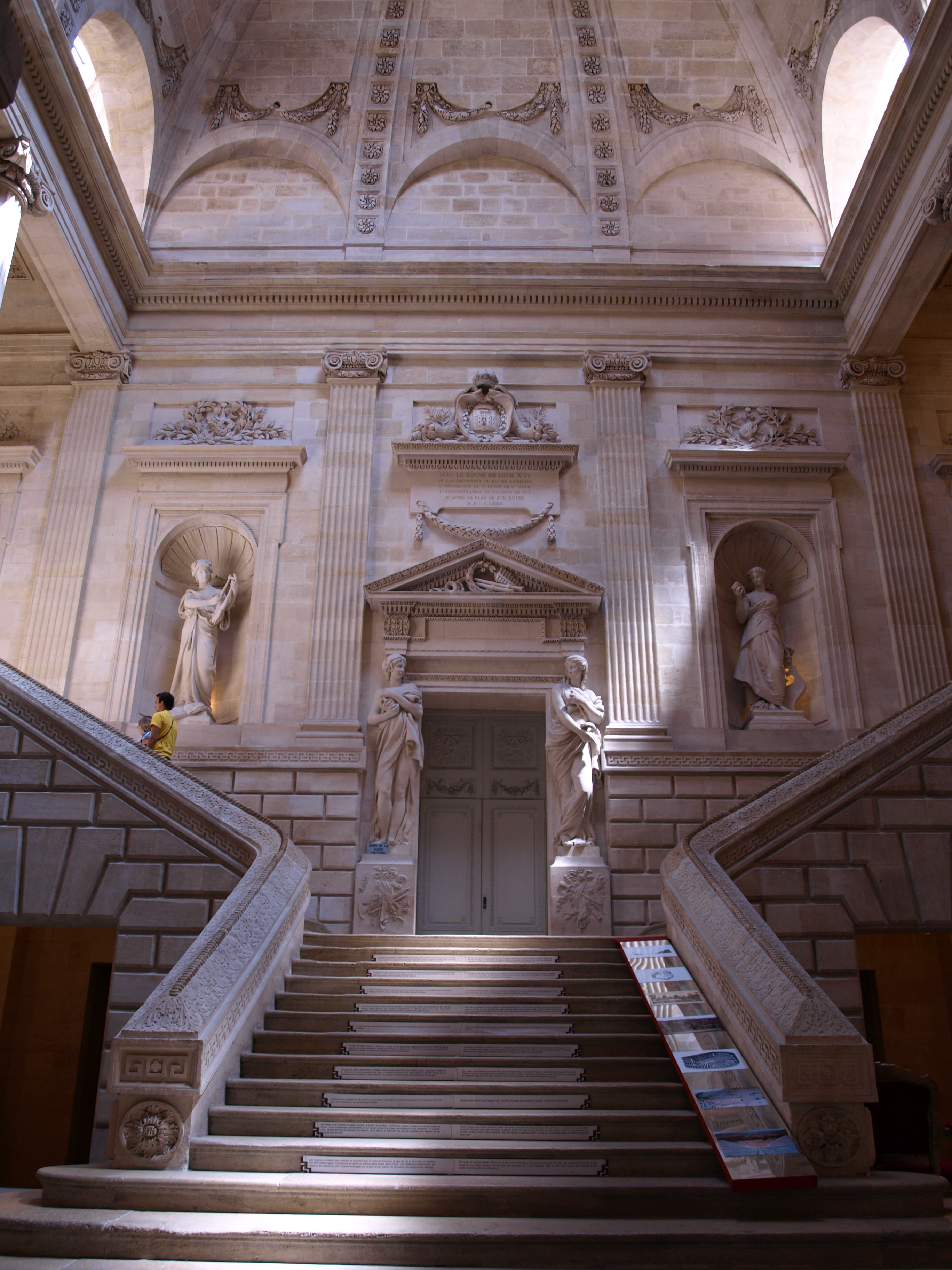
Главная лестница Большого театра в Бордо
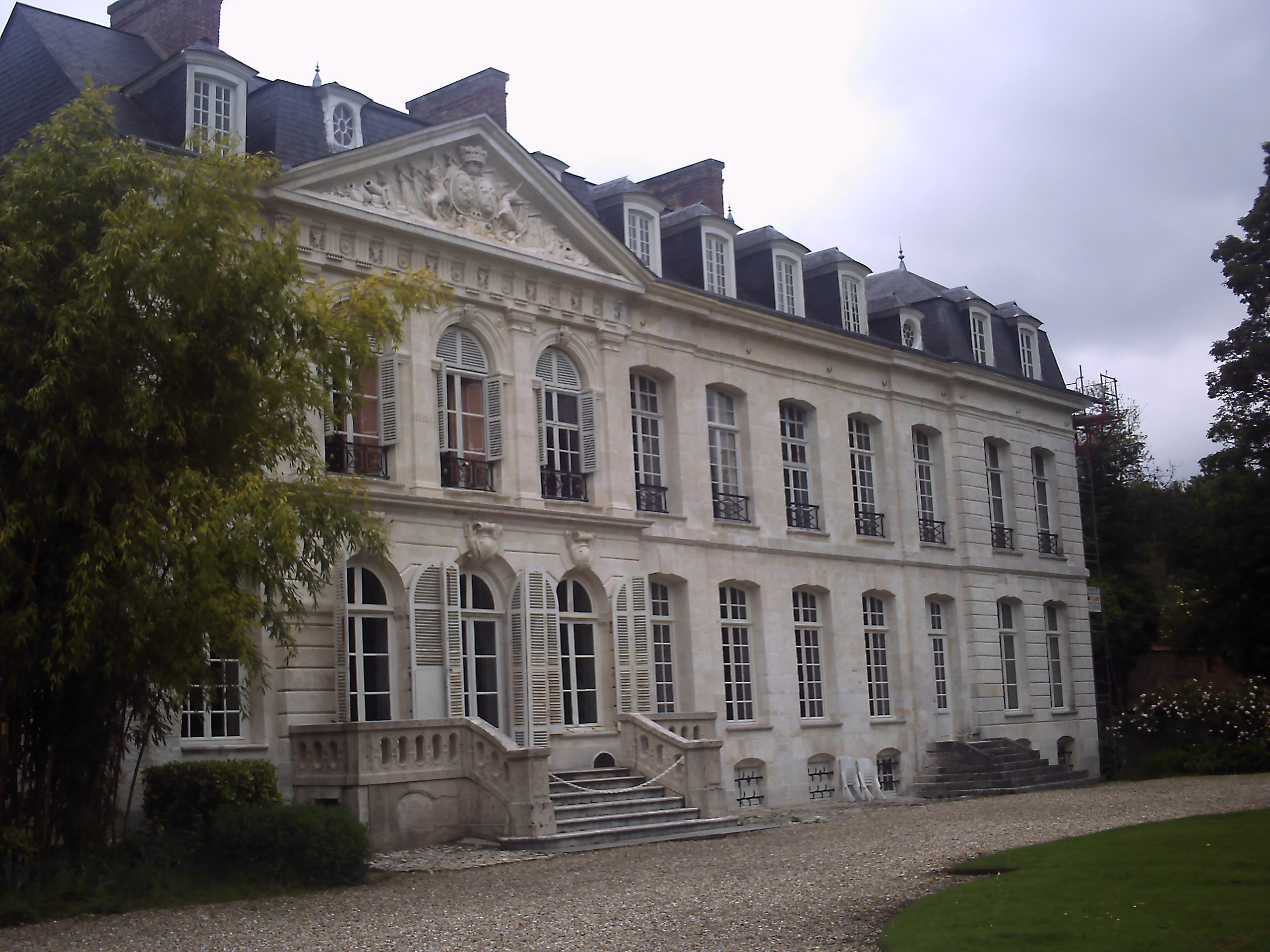
Замок Фильер в Гомервиле. 1785
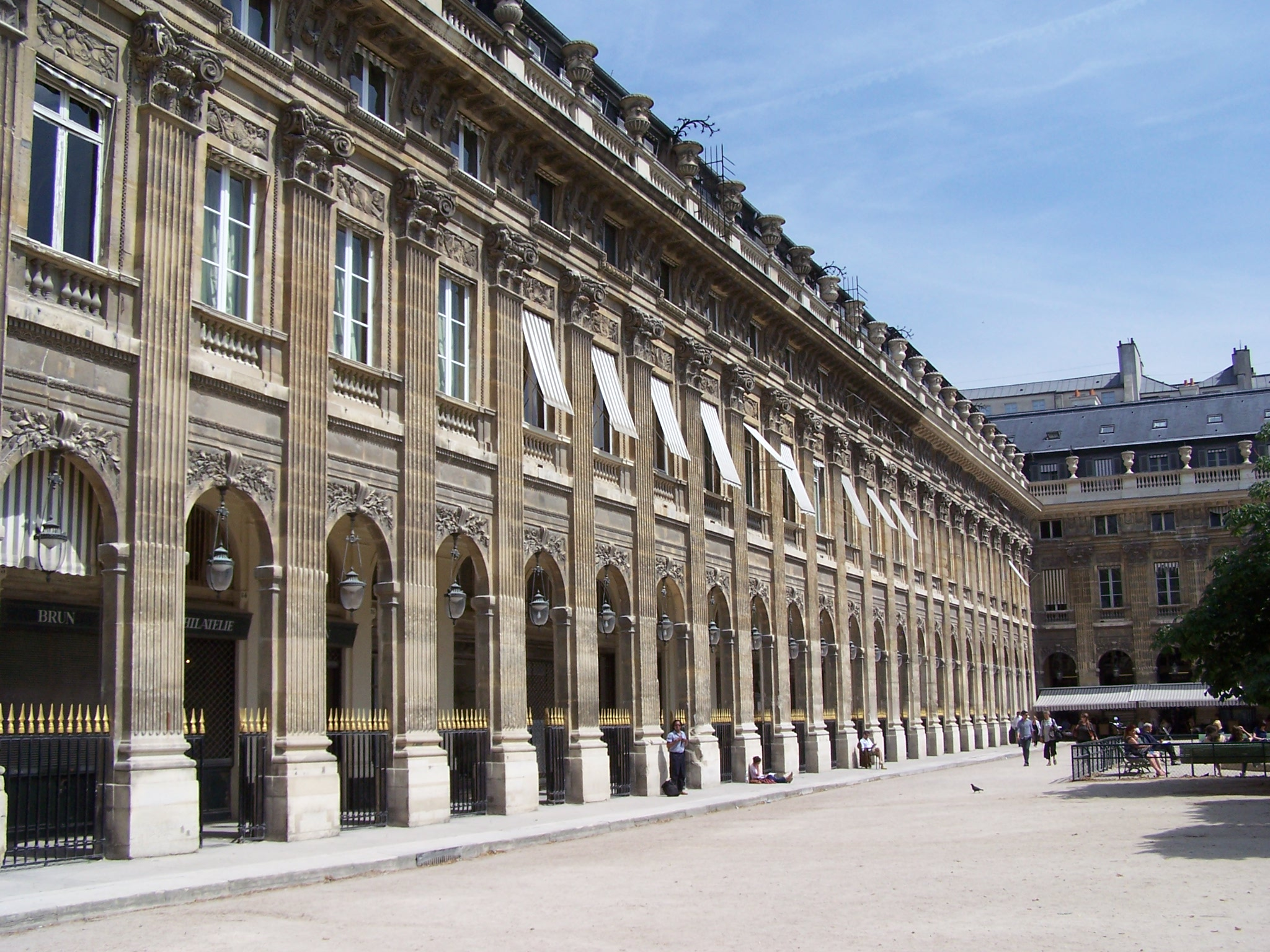
Садовые галереи дворца Пале-Рояль в Париже. 1781–1784
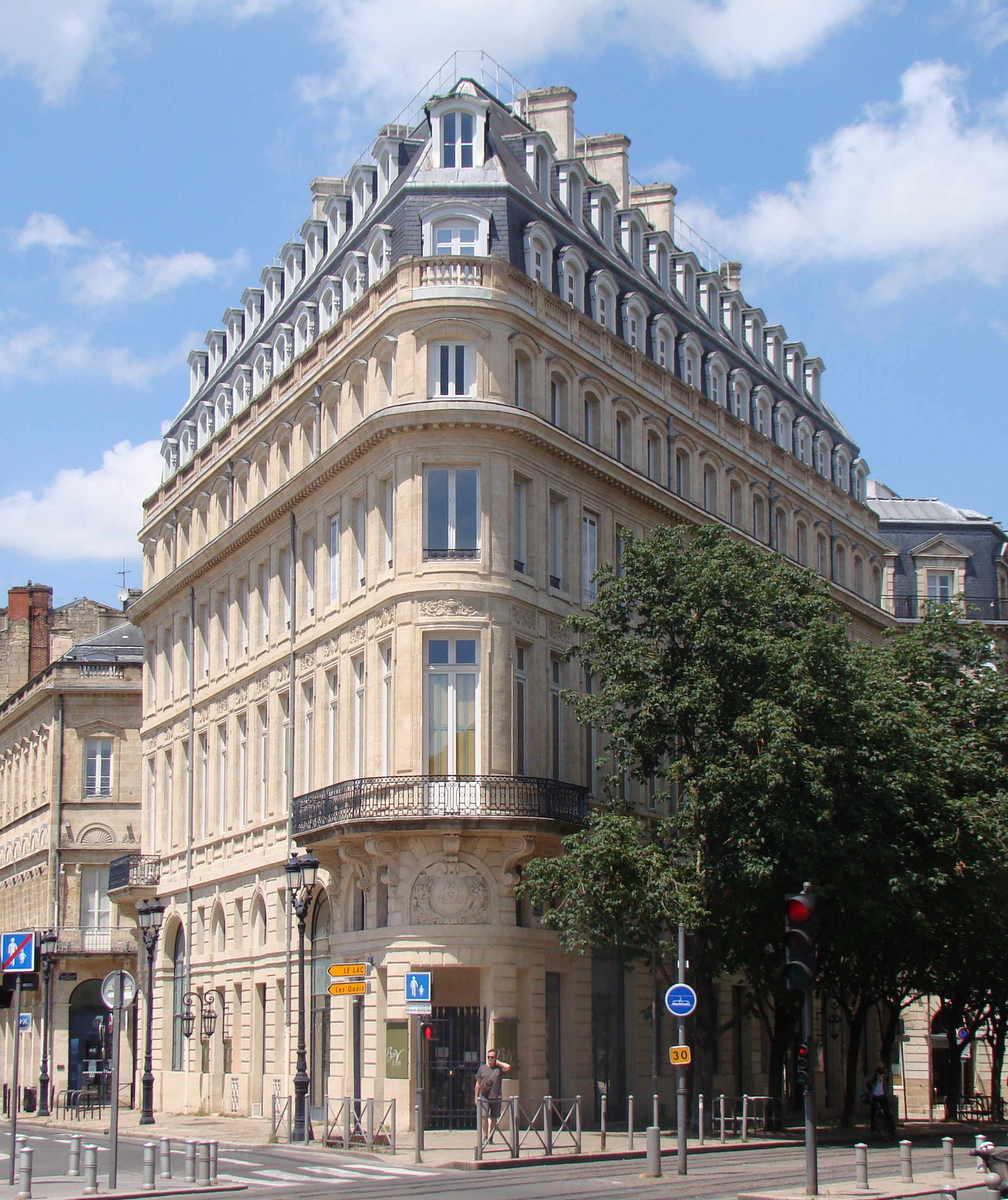
Дом Гобино, Бордо
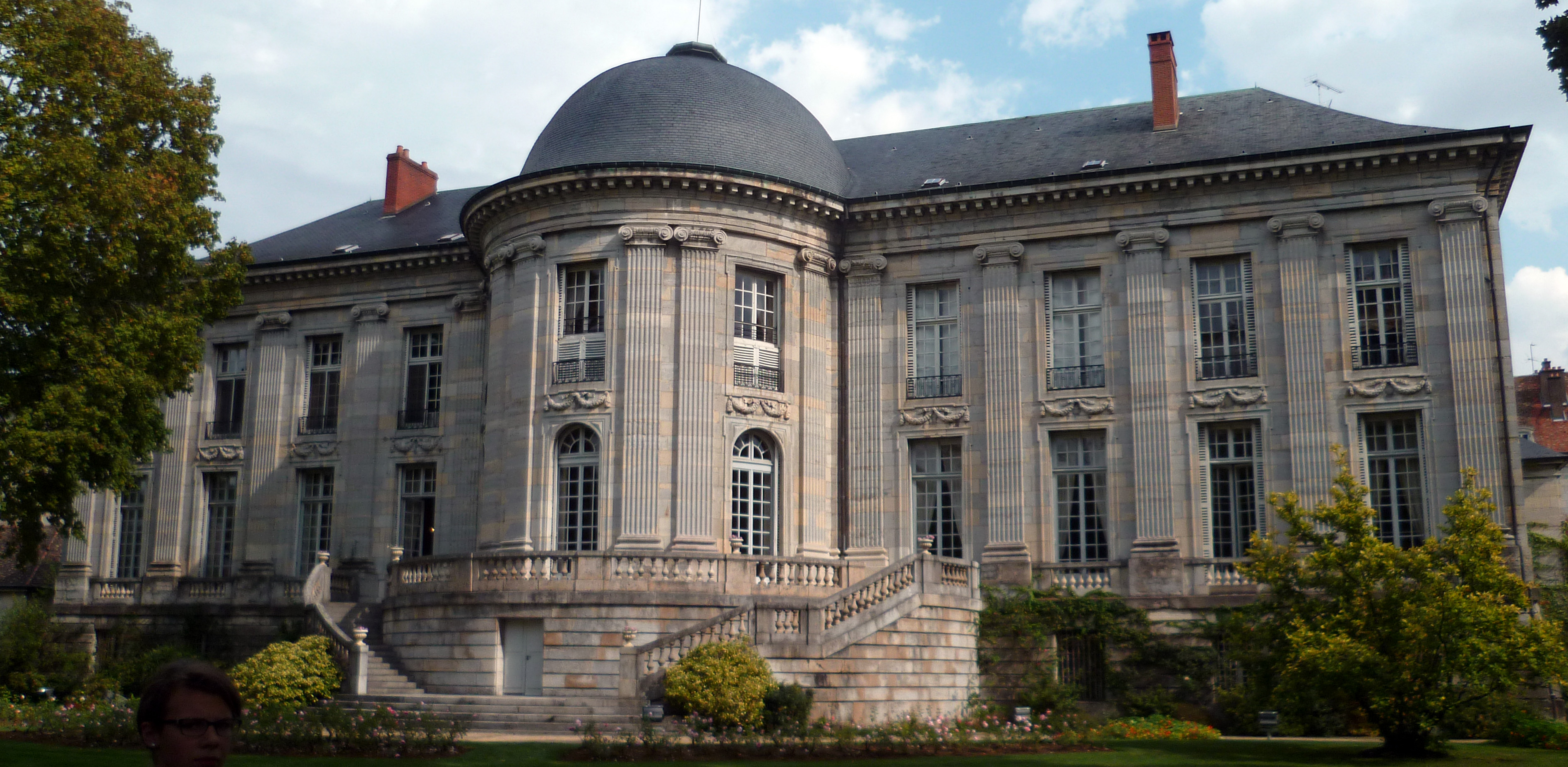
Здание префектуры. Садовый фасад. 1771—1778. Безансон
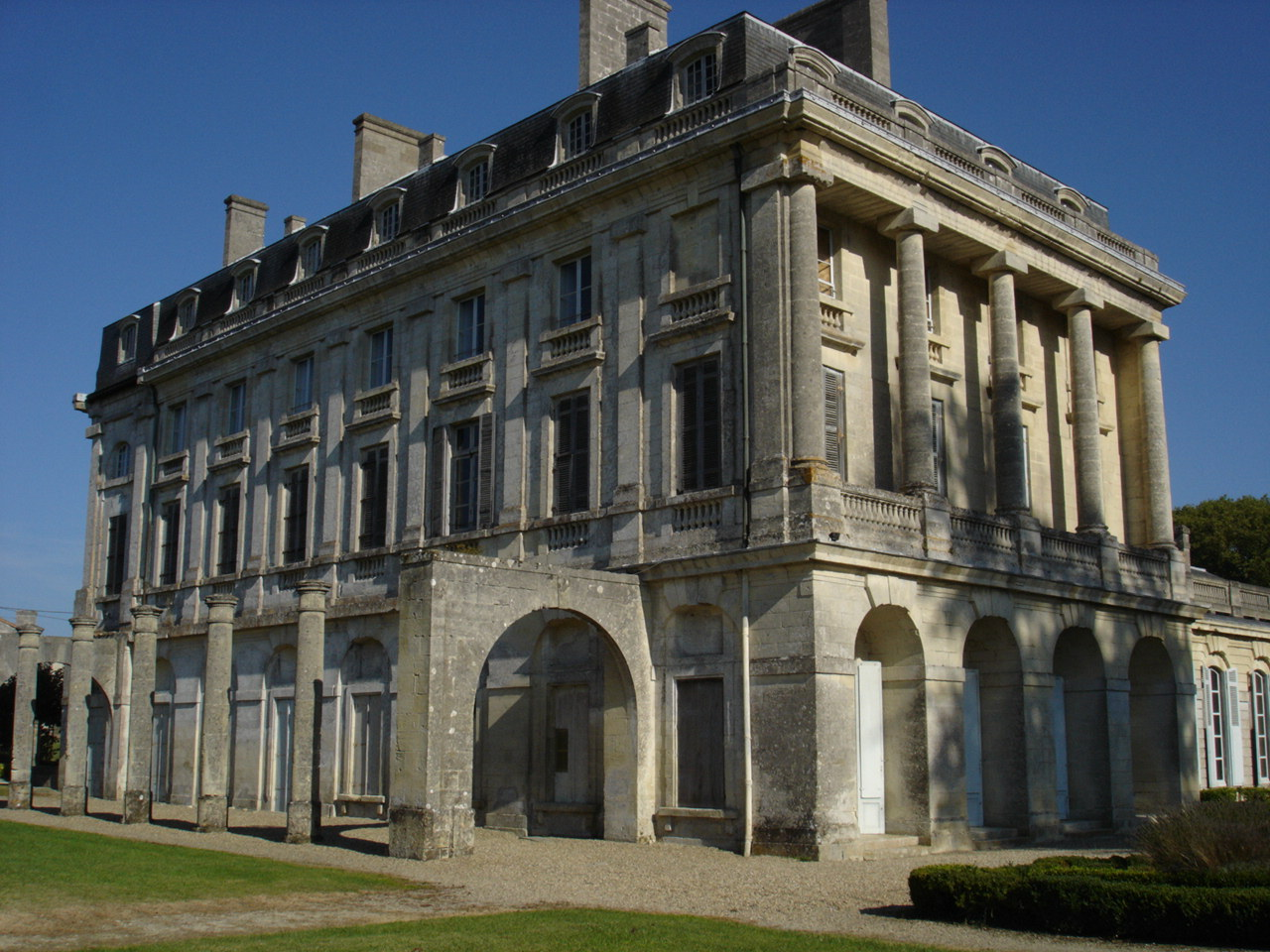
Замок Буиль в Сент-Андре-де-Кюбзак. 1786–1789
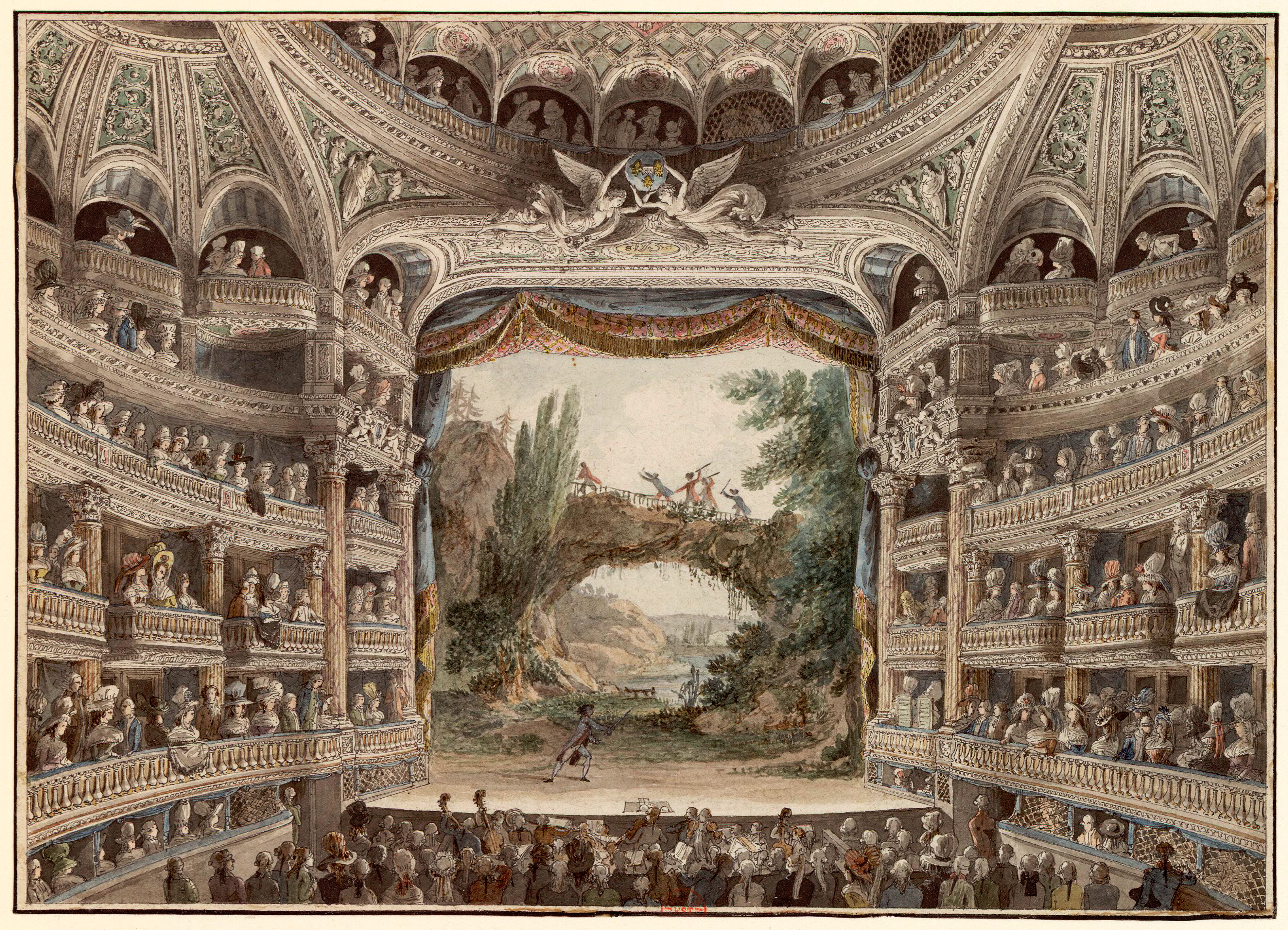
Интерьер театра Комеди Франсез. Проект 1790 г.
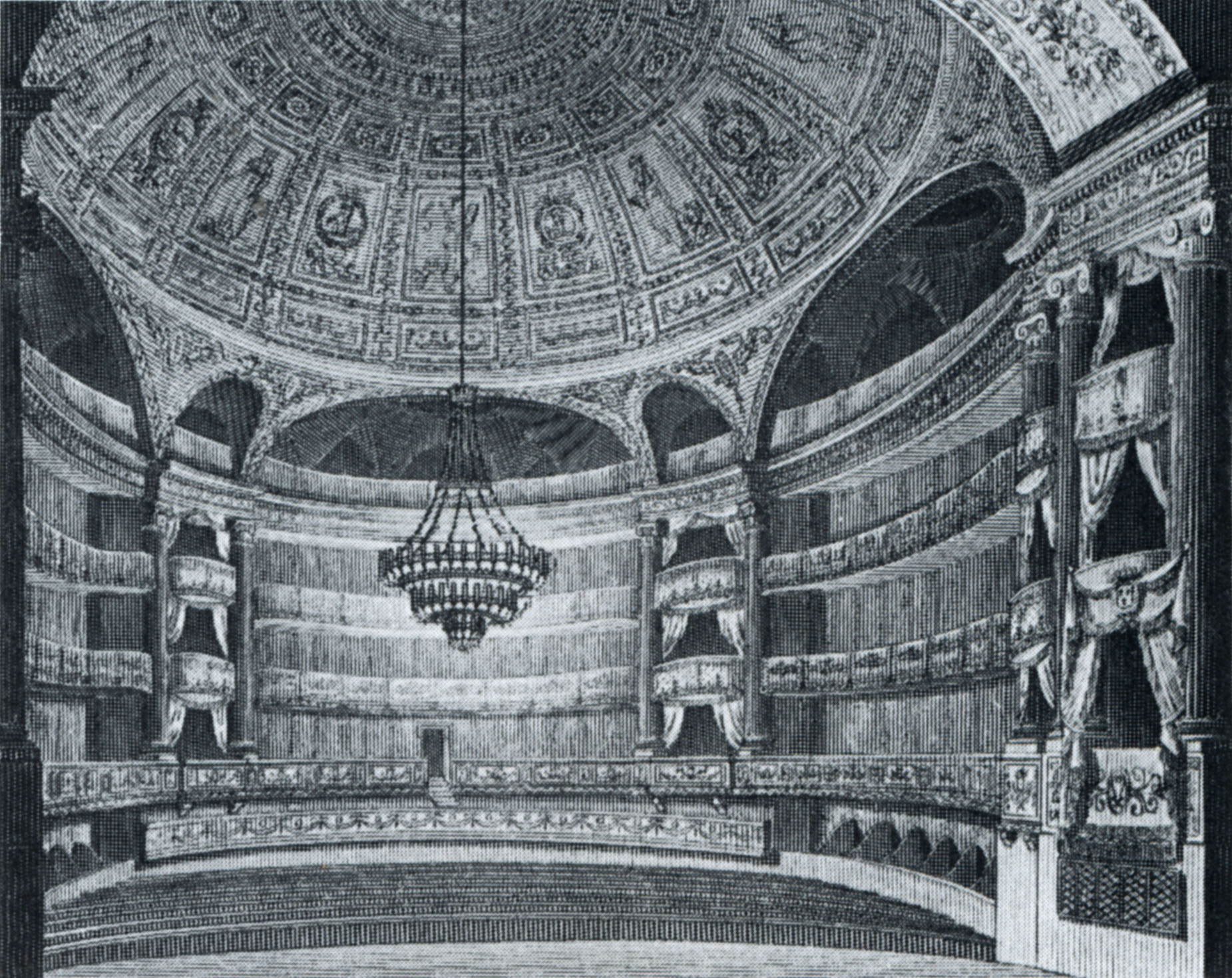
Аудиториум (Театр Насиональ). 1791–1793 (не сохранился)

## Основные постройки архитектора
- 1760: Капелла чистилища в церкви святой Маргариты в XI округе Парижа
- 1760: Капелла и крыльцо бенедиктинского монастыря в XI округе Парижа (разрушены)
- 1767—1773: украшение хора Шартрского собора Богоматери
- 1771—1779: бывшее интендантство Франш-Конте в Безансоне, совместно с Николя Николем
- 1772—1778: замок Ла-Рошетт (Сена и Марна), недалеко от Мелёна
- 1773—1780: Большой театр в Бордо
- 1773: частный особняк Буайе-Фонфред в Безансоне
- 1774: замок Виразей (Ло и Гаронна)
- 1774: Отель Ламолер (Бордо)
- 1775—1777: старый особняк префектуры Бордо (до 1993 года)
- 1776—1778: замок Сэн-Мор в Аржан-сюр-Содр
- 1778: замок Тозья в Градиньяне и замок Англад в Изоне
- 1780: замок Лаит в Монкрабо
- 1782—1787: расширение церкви Сен-Элуа в Дюнкерке
- 1783: замок Раба в Талансе
- 1785: замок Фильер в Гомервиле
- 1786—1787: замок Буиль в Сент-Андре-де-Кюбзак
- 1786—1790: галереи и зал Ришельё в Комеди Франсез во дворце Пале-Рояль в Париже
- 1787—1789: замок л’Оспиталь в Портетсе
- 1791: приобрёл монастырь, превращённый в поместье
- 1792—1793: Национальный театр на улице Права (ул. Ришельё[фр.]; снесён в 1820-х годах
- 1792—1794: замок Анкло в Пинее
- 1788—1792: особняк Мот-Сангэн в Орлеане
- ?: Замок Рабо в Бомме